# Befestigte Höhensiedlung Thunau am Kamp

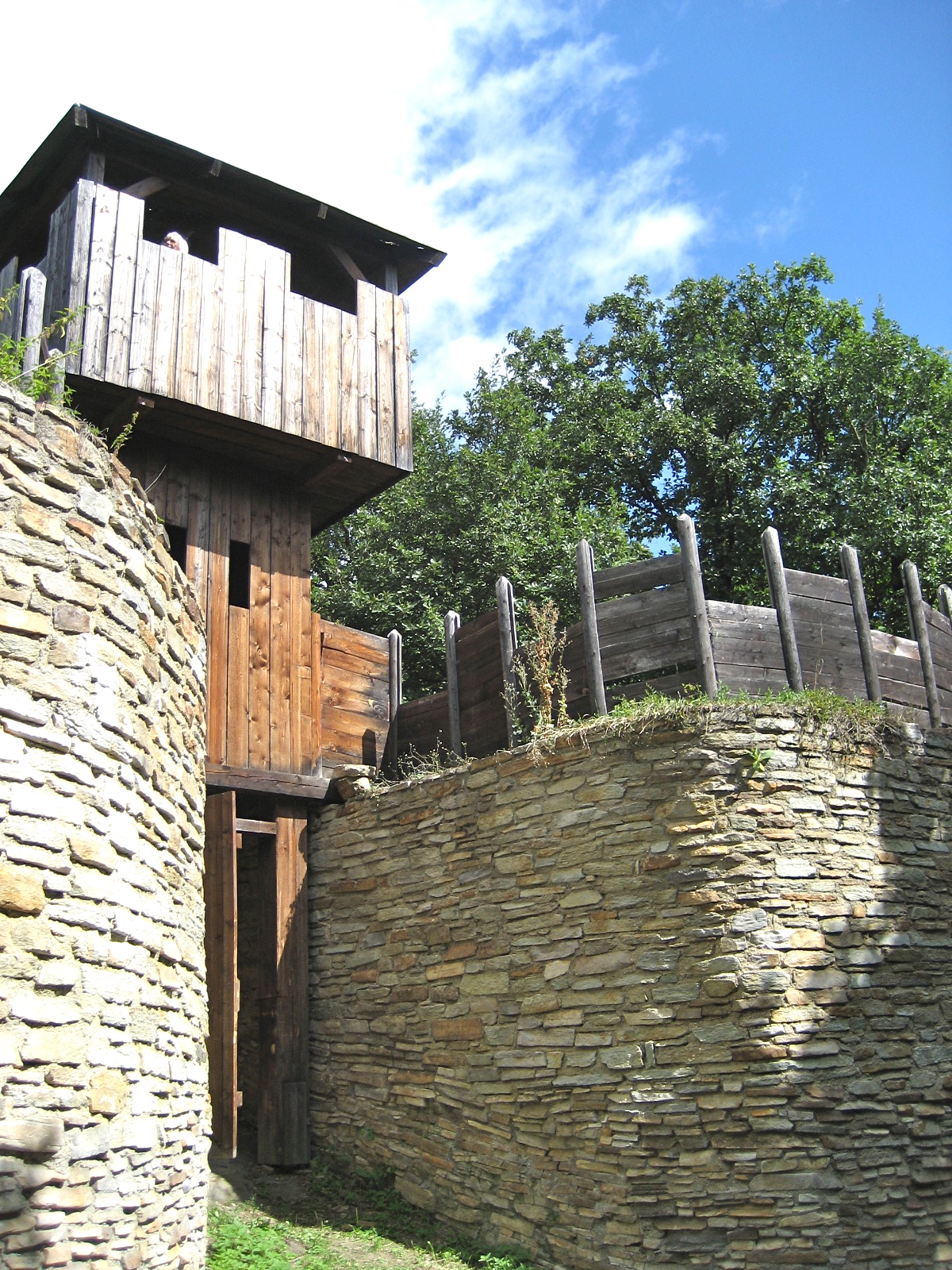
Rekonstruierte südliche Toranlage

Die Befestigte Höhensiedlung Thunau am Kamp befindet sich am Schanzberg in Thunau am Kamp in der Marktgemeinde Gars am Kamp im Bezirk Horn in Niederösterreich. Die Reste der Höhensiedlung stehen unter Denkmalschutz (Listeneintrag).

## Geschichte
Ursprüngliche Besiedlung ab dem späten Neolithikum. Es gibt Funde aus der Latènezeit und aus dem 5. Jahrhundert nach Christus. Im Ende des 8. Jahrhunderts bestand eine slawische Besiedlung mit der Anlage von Hügelgräbern mit Steineinbauten.

## Architektur
Die ersten Befestigungen waren ein mächtiger Abschnittswall mit Graben in der Urnenfelderzeit.